# Nephodia pallidilinea
Nephodia pallidilinea là một loài bướm đêm trong họ Geometridae.